# 恋をあげよう 〜永田英二ビッグヒットを歌う〜
『恋をあげよう 〜永田英二ビッグヒットを歌う〜』は、1970年に発売された、永田英二の初のカバーアルバムである。

## 概要
- 2022年3月時点、未CD 化。

## 収録曲
A面
1. 恋をあげよう
2. ダイアナ
3. 悲しき片想い
4. ビー・マイ・ベイビー
5. ヴァケーション
6. クレイジー・ラブ
7. ハートブレイク・ホテル

B面
1. あこがれ
2. 恋の片道切符
3. 君はわが運命
4. カレンダー・ガール
5. 悲しき少年兵
6. カラーに口紅
7. 恋の日記